# Philipotabanus reticulatus
Philipotabanus reticulatus är en tvåvingeart som först beskrevs av Krober 1930.  Philipotabanus reticulatus ingår i släktet Philipotabanus och familjen bromsar. Inga underarter finns listade i Catalogue of Life.